# Crocidura elongata
Crocidura elongata (Miller & Hollister, 1921) è un toporagno della famiglia dei Soricidi endemico di Sulawesi.

## Descrizione

### Dimensioni
Toporagno di piccole dimensioni, con la lunghezza della testa e del corpo tra 80 e 88 mm, la lunghezza della coda tra 111 e 120 mm, la lunghezza del piede tra 18,2 e 20,1 mm e un peso fino a 12,5 g.

### Aspetto
Le parti superiori sono bruno-grigiastre, mentre le parti ventrali sono più chiare con dei riflessi rossicci. Le zampe sono rosate, finemente ricoperte di peli, biancastri sulle dita. Il muso è allungato ed appuntito, ricoperto da numerose vibrisse. Gli occhi sono piccoli, le orecchie fuoriescono dalla pelliccia. La coda è più lunga della testa e del corpo, è marrone scura, più chiara sotto e all'estremità, è finemente ricoperta di peli e con alcuni più lunghi vicino alla base. Il cariotipo è 2n=30 FN=56 in un maschio delle foreste di pianura e 2n=34 FN=60 in una femmina delle foreste montane.

## Biologia

### Comportamento
È una specie arboricola e notturna.

### Alimentazione
Si nutre di piccoli invertebrati.

## Distribuzione e habitat
Questa specie è diffusa nella parte centrale e nord-orientale dell'isola indonesiana di Sulawesi.
Vive nelle foreste di pianure e in quelle pluviali montane tra 200 e 2.00 metri di altitudine.

## Conservazione
La IUCN Red List, considerata l'ampia diffusione, l'abbondanza e la tolleranza al degrado del proprio habitat, classifica C.elongata come specie a rischio minimo (Least Concern).